# 三木夏まつり花火大会
三木夏まつり花火大会（みきなつまつりはなびたいかい）は、兵庫県三木市で開催される花火大会である。
2009年から3年間の休止を経て2012年よりみっきぃ夏まつりと改称され、祭りのメインイベントとして花火が打ち上げられる。

## 概要

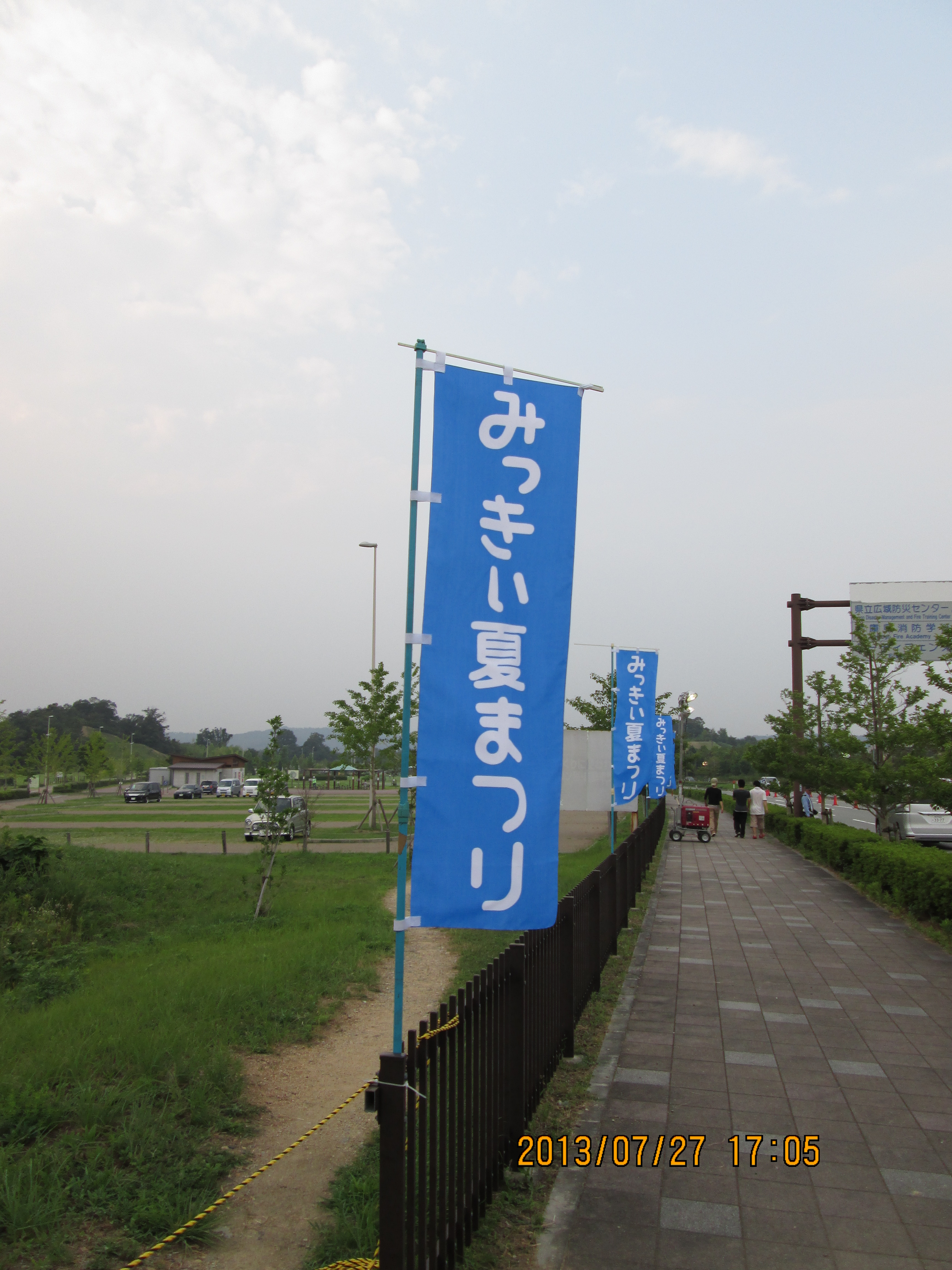
みっきぃ夏まつりの幟

毎年、8月1日に企業や商工業が主催となって、三木市大村の美嚢川の末広橋下流河川敷で開催され、約1500発の単打ち・早打ち・仕掛け花火の花火が約1時間かけて夜空を飾り、また、100件余りの夜店も並ぶ。2007年には、約45000人の人出でにぎわったが、2009年からは三木市の財政危機宣言により市から補助金を休止することとなったため、実行委員会において、夏の市民ふれあい祭りと共に当分の間、花火大会を休止する決定が出された。
2011年2月22日の第1回花火大会実行委員会で同年7月30日に再開をする予定を決定したが、3月11日に発生した東北地方太平洋沖地震（東日本大震災）のために延期された。しかしその後、2012年から志染町三津田にある兵庫県立三木総合防災公園に場所を移し開催されるみっきぃ夏まつりに内包される形で花火大会が復活した。     
協賛金や募金を市民と企業から徴収して、初回の2012年は2000発、2013年は3000発の花火が打ち上げられた。 
　 

## 歴史

### 三木夏まつり花火大会
- 1997年（平成9年） - この年から2008年8月1日の花火大会までエフエム三木で中継される。
- 2008年（平成20年）8月1日 - この年をもって、休止になる。

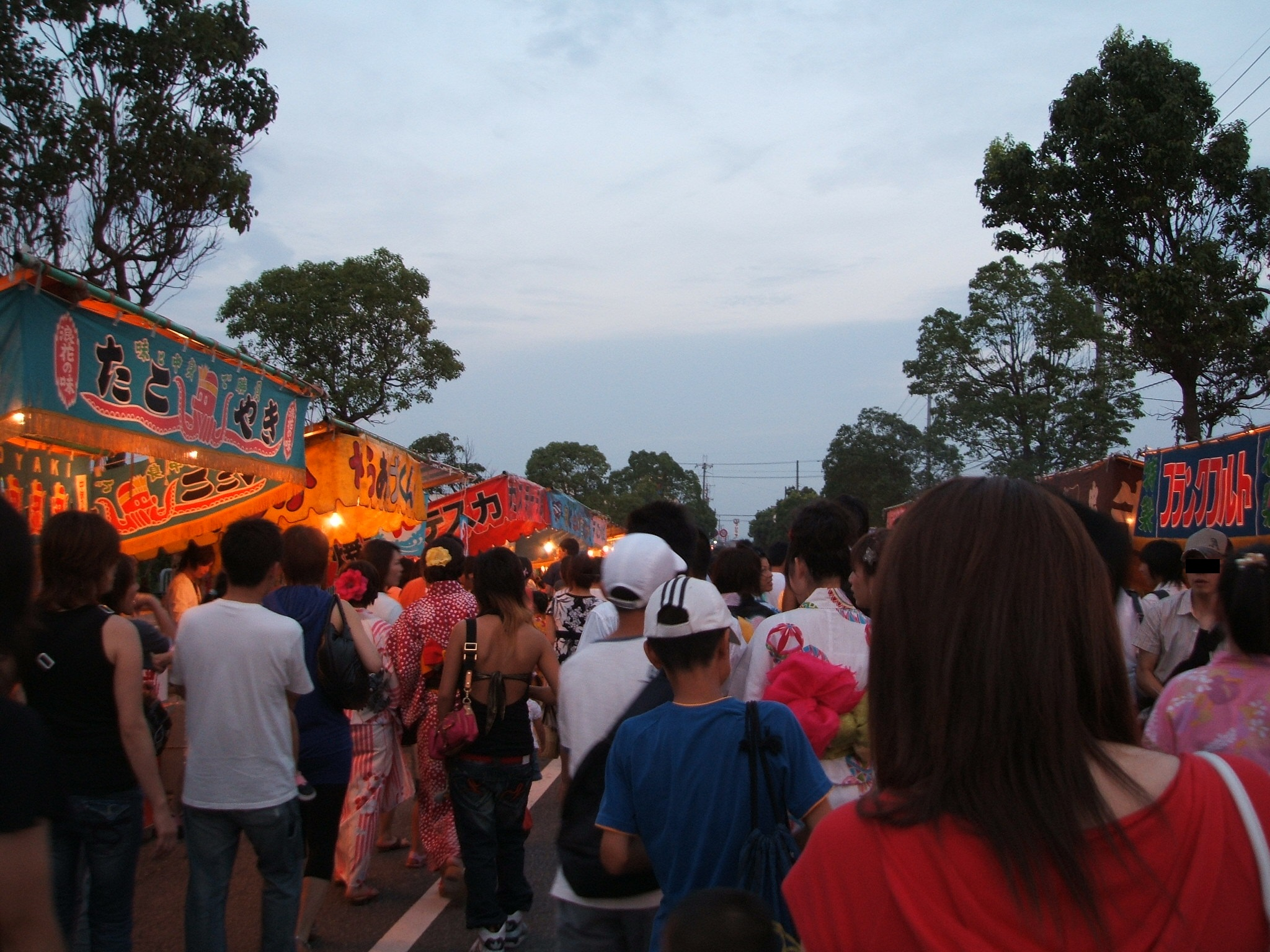
2007年の美嚢川河川敷会場時代の屋台ゾーン
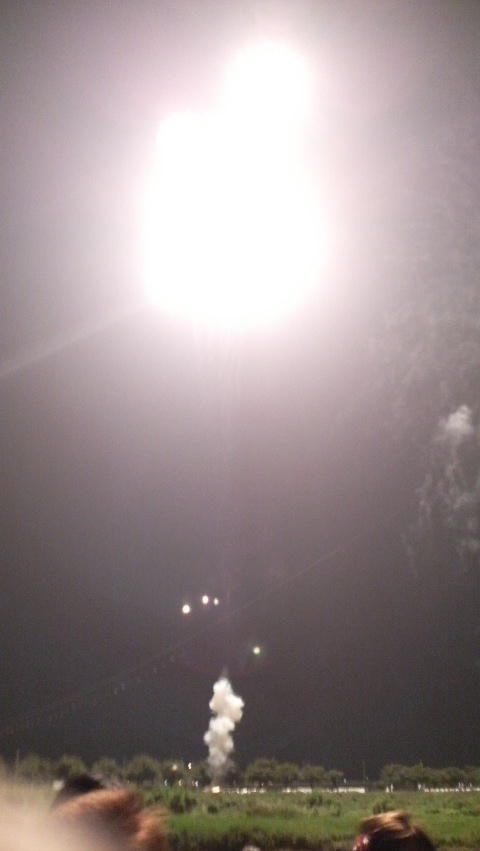
2008年に開催された花火大会

### 休止期間
2009年以降の花火大会は2008年9月に発令された財政危機宣言による補助金の削減、協賛企業でリーマン・ショックによる業績不振の影響による協賛金の削減を出し、そのことから運営資金が集まらずに休止になった。休止時には広告・広報みき・三木市のホームページで報告された。2010年も同様の措置が取られた。
- 2009年（平成21年）6月26日 - 花火大会を休止することを決定する。[3]
- 2011年（平成23年）2月23日 - 第1回花火大会実行委員会で開催を決定する。[7]
- 2011年（平成23年）3月28日 - 第2回花火大会実行委員会で2011年3月11日に発生した東北地方太平洋沖地震（東日本大震災）のために1年間延期する。[7]
- 2011年（平成23年）11月24日 - 花火大会実行委員会で2012年から正式に再開を決定する。[8]
- 2012年（平成24年）2月22日 - 公募により、みっきぃ夏まつりに改称を決定する。[1]

### みっきぃ夏まつり
- 2012年（平成24年）7月28日 - 開催が再開される。[13]この年のみ三木さんさんまつりと同時開催する。[4][14]

## 開催概要

### 三木夏祭り花火大会
- 2008年までは毎年8月1日に開催され、エフエム三木で全編生中継されていた。

#### 開催地
- 三木市大村の美嚢川の末広橋下流河川敷[3]  - 2008年まで

| 開催日       | 打上げ数 | 備考                                                                                               |
| ------------ | -------- | -------------------------------------------------------------------------------------------------- |
| 2005年8月1日 | 約1500発 | 19時30分から開催され、雨天などで中止されるときは翌日に延期。                                       |
| 2006年8月1日 | 約1700発 | 19時30分から開催され、雨天などで中止されるときは翌日に延期。                                       |
| 2007年8月1日 | 約1800発 | 19時30分から開催され、雨天などで中止されるときは翌日に延期。                                       |
| 2008年8月1日 | 約1500発 | 19時20分から開催され、雨天などで中止されるときは8月3日、更にその日が中止されるときは8月4日に延期。 |

#### タイムスケジュール

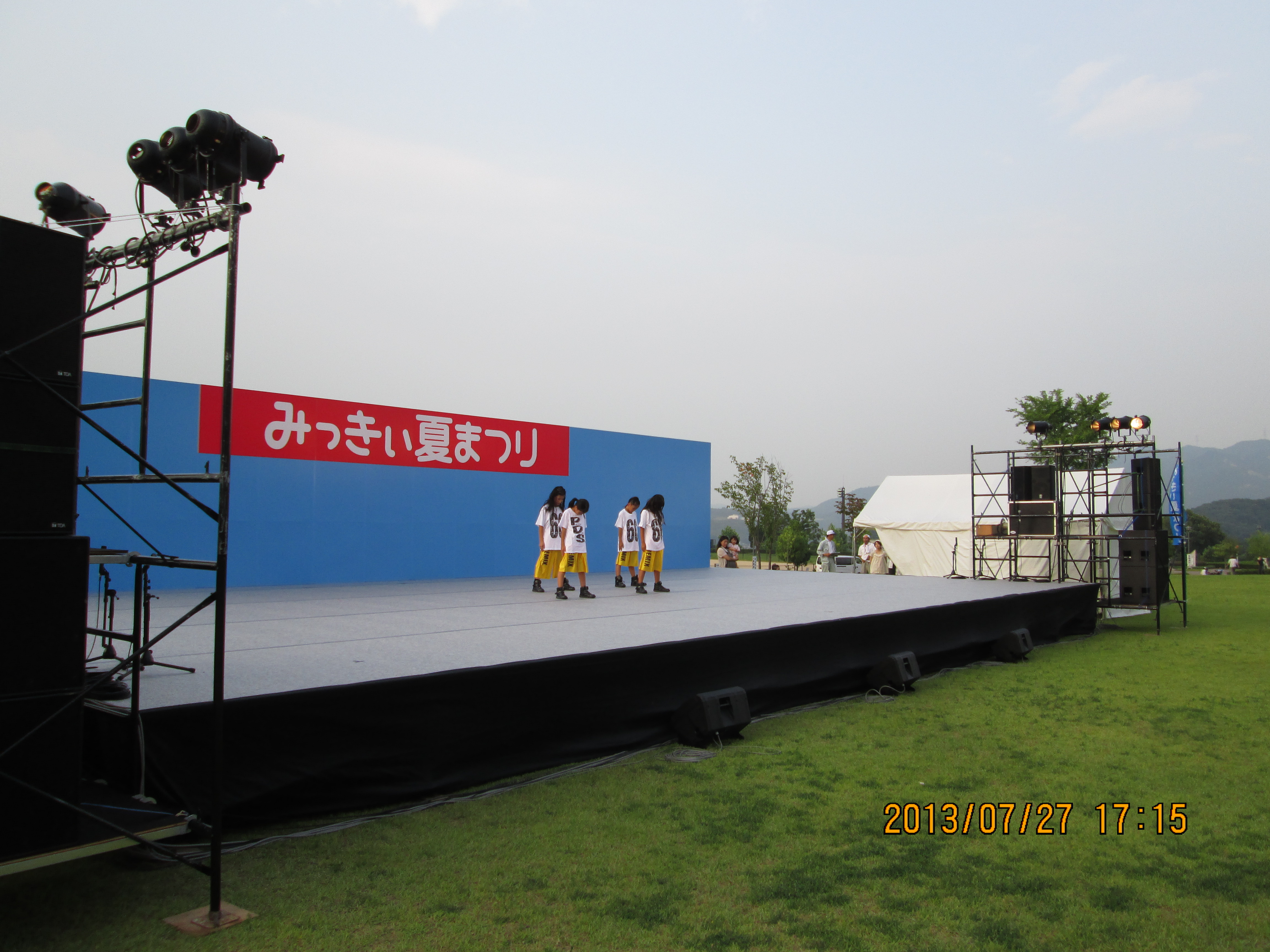
2012年から開催地である兵庫県立三木防災公園中央芝生広場。メインである花火大会の前にはステージイベントがある。

- 毎年開催時間が異なる。

| 開催年 | 時間帯                   | 内容 |
| ------ | ------------------------ | ---- |
| 2008年 | 19時20分から21時30分まで |      |

### みっきぃ夏まつり

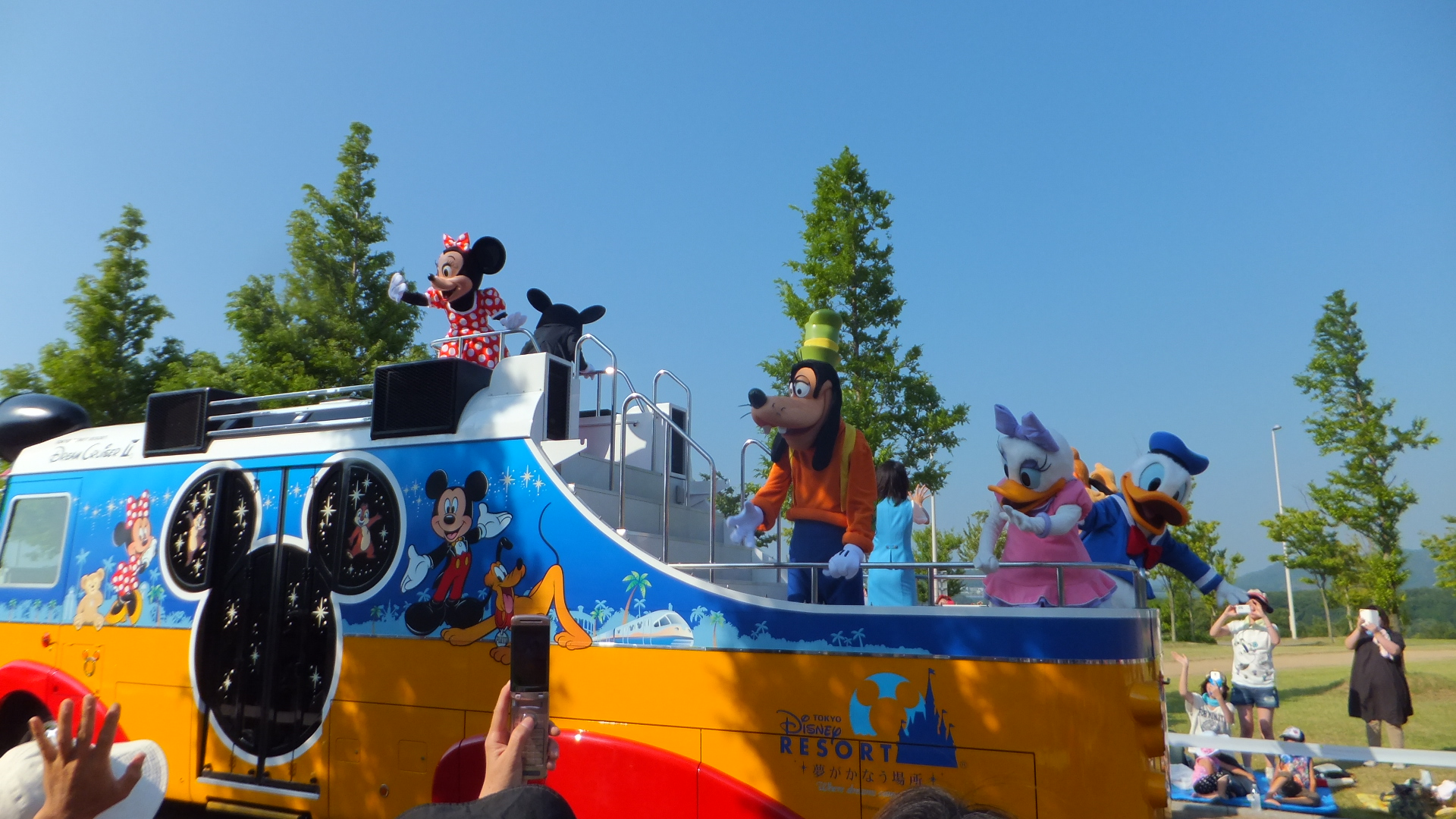
ディズニーパレードの様子
2014年7月26日撮影

- 2012年より、三木夏まつり花火大会を改称して、みっきぃ夏まつり（花火大会）として開催している。

#### 開催地
美嚢川河川敷の会場は打ち上げ場所周辺施設の増加や兵庫県道23号三木宍粟線高木バイパスの工事により、会場を移された。
- 兵庫県立三木総合防災公園中央芝生広場[2] - 2012年から

| 回数 | 開催日        | 打上げ数 | 画像 | 備考 |
| ---- | ------------- | -------- | ---- | --- |
| 1    | 2012年7月28日 | 2000発   |      | 4年ぶりに「みっきぃ夏まつり」と改名して、三木さんさんまつりと同日開催。                                                    |
| 2    | 2013年7月27日 | 3000発   |      | 三木さんさんまつりと同時開催はせずに時間を短縮し、16時から21時30分まで。                                                   |
| 3=   | 2014年7月26日 | 3000発   |      | 三木市制60周年記念事業の一環であり、16時から東京ディズニーリゾートからディズニーパレードが開催され、約700mパレードをした。 |

#### タイムスケジュール
- 毎年開催時間が異なる。

| 開催年        | 時間帯             | 内容                                                       |
| ------------- | ------------------ | ---------------------------------------------------------- |
| 2012年7月28日 | 13時から19時半     | ステージイベント                                           |
| 2012年7月28日 | 19時半             | 総踊り （三木音頭・吉川音頭・炭坑節）                      |
| 2012年7月28日 | 20時から20時40分   | 花火                                                       |
| 2013年7月27日 | 16時から19時まで   | ステージイベント                                           |
| 2013年7月27日 | 19時半から20時まで | 総踊り （三木音頭・吉川音頭・炭坑節）                      |
| 2013年7月27日 | 20時から21時半     | 花火                                                       |
| 2014年7月26日 | 16時から17時       | 東京ディズニーランドにあるディズニーパレードと市民パレード |
| 2014年7月26日 | 17時から19時半     | ステージイベント                                           |
| 2014年7月26日 | 19時半から20時     | 総踊り （三木音頭・吉川音頭・炭坑節）                      |
| 2014年7月26日 | 20時間から20時半   | 花火                                                       |

#### 雨天時などの対応
- 本来の開催日の翌日か2日後、それらが中止でもその翌日に順延し、中止の場合は午前8時頃に広報車・エフエム三木での放送・三木市のホームページに掲載される。[11][15]

#### 会場
出店・ステージイベント 
- 約100店舗以上の物産施設・屋台が出店し、盆踊り・バンド演奏やダンス、踊りが披露される。[2][4][5][6][19]

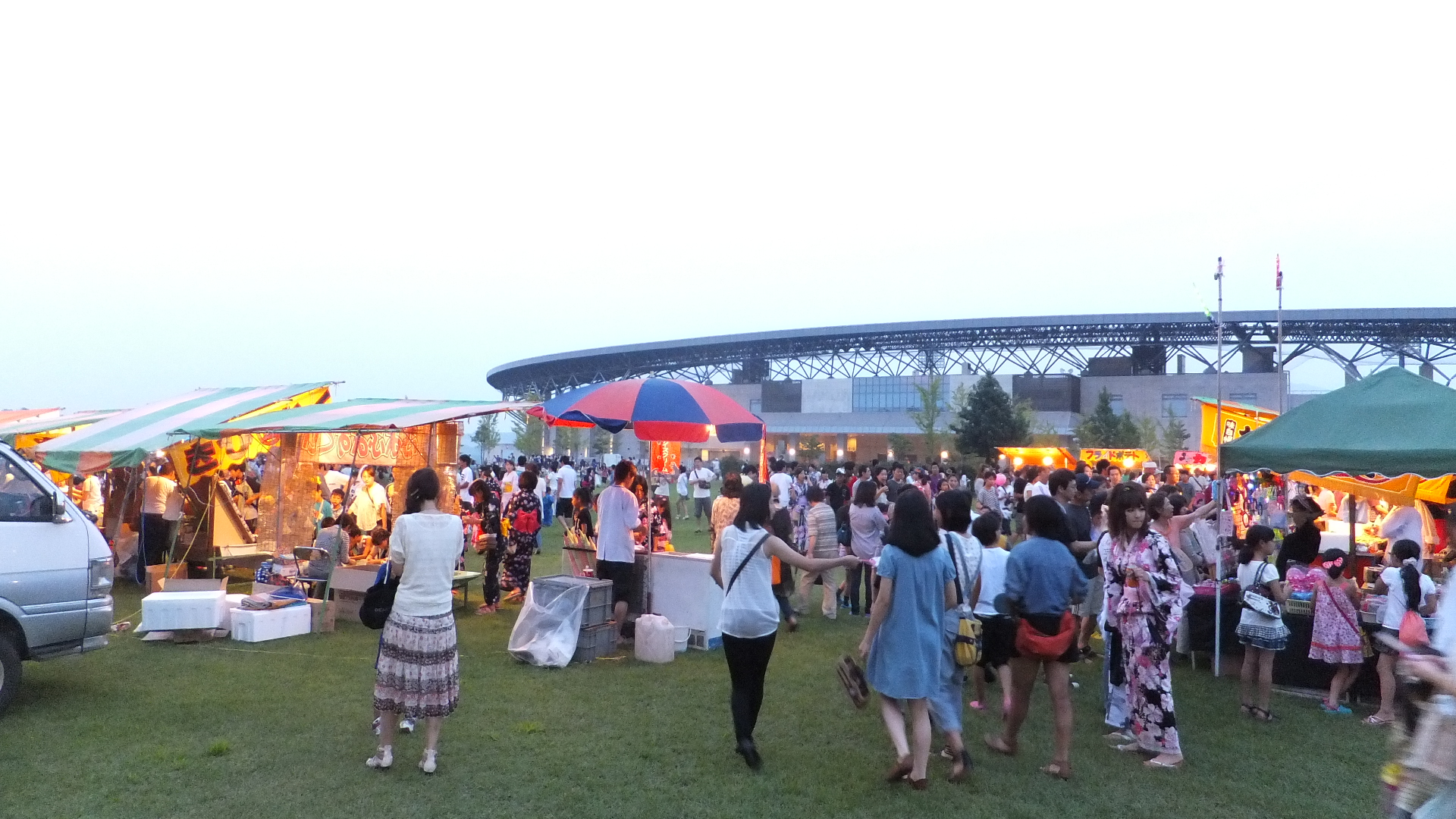
屋台
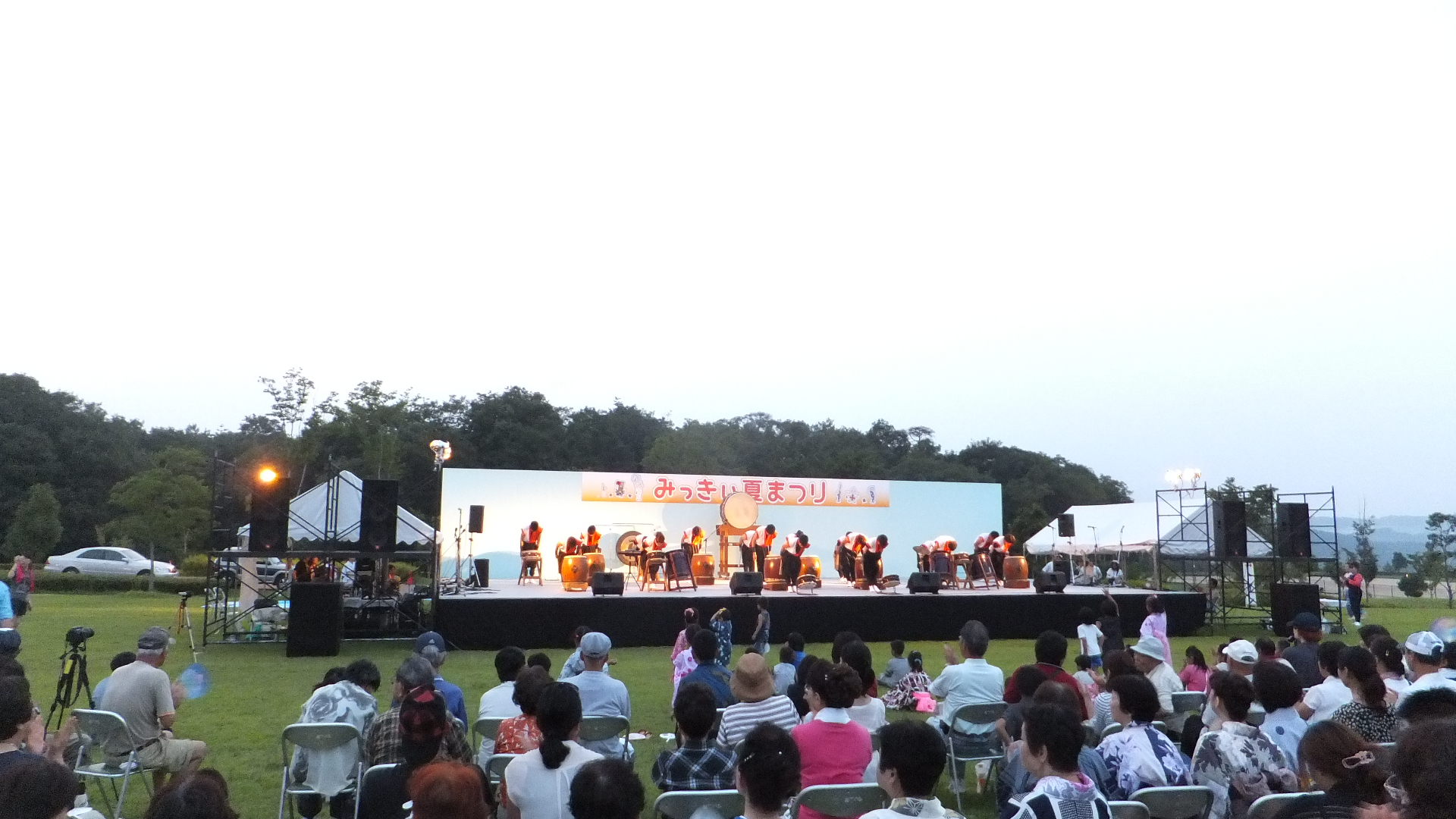
ステージイベント
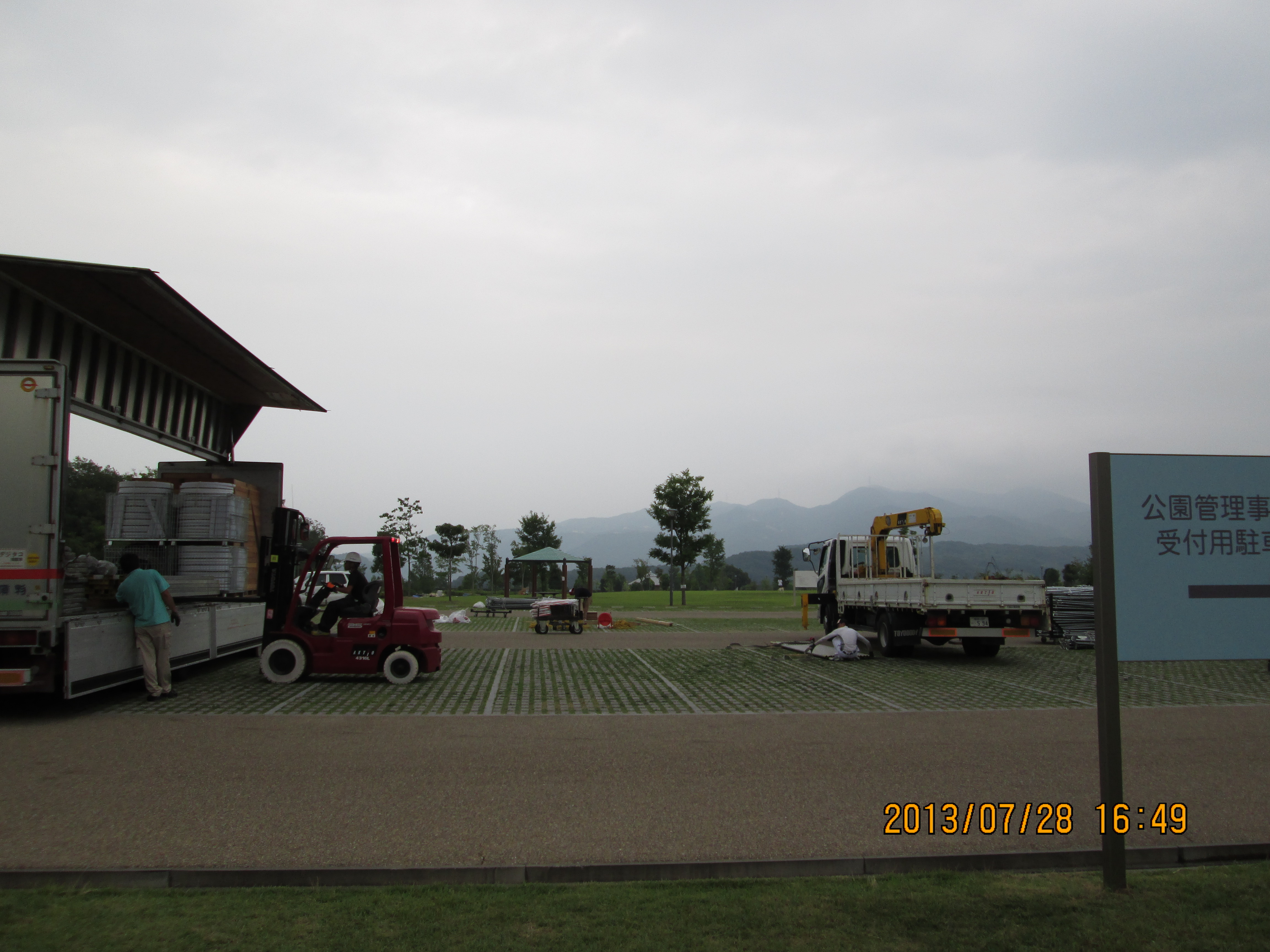
協力会社によって片付けられる様子

## 交通アクセス

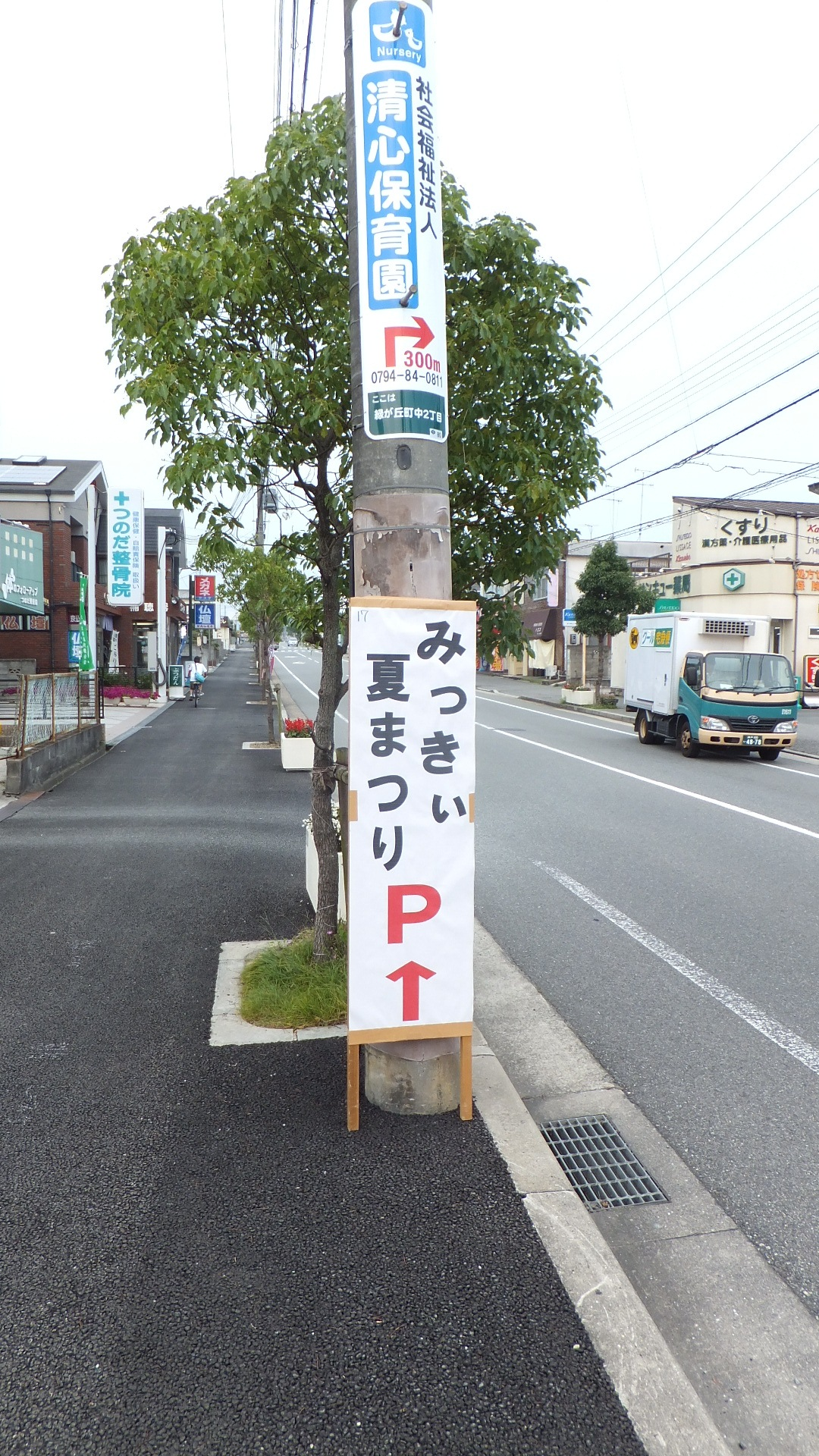
みっきぃ夏まつり駐車場を案内する看板

### 駐車場
- 渋滞緩和と花火客のために開催時間中に運行されている。2012年は開催地の近郊である緑が丘町地区だけ運行されていたシャトルバスを、渋滞抑制と遠方から訪れる花火客の為に2013年に三木地区方面・別所方面・細川、口吉川経由吉川方面路線が新設される。[11]更には2014年からはひょうご情報公園都市に入居している企業と協力して、開催時に駐車場を貸与してもらえることになった。[20]
- 以下は2014年開催時のデータである。[11]

| 駐車場所                                                                 | シャトルバス発着有無 | 地区     | 画像 | 駐車台数                        | シャトルバス運行間隔 | 運行開始年度 | 備考   |
| ------------------------------------------------------------------------ | -------------------- | -------- | ---- | ------------------------------- | --- | ------------ | ------ |
| 兵庫県立三木総合防災公園各駐車場                                         | 有                   | 志染     |      | 1090台                          | 各駐車場へと随時発着 下記各駐車場の項を参照のこと                                                                                               | 2012年       | 開催地 |
| 三木市立緑が丘東小学校運動場                                             | 有                   | 緑が丘町 |      | 500台                           | 午後1時から午後2時半までは約15分毎 午後2時半から午後7時半まで約10分毎 午後7時半から午後8時半までは約15分毎 午後8時半から午後10時半まで約10分毎  | 2012年       |        |
| 青山公民館駐車場                                                         | 無                   | 志染     |      | 350台                           | - | 2012年       |        |
| 三木市立緑が丘中学校運動場                                               | 無                   | 緑が丘   |      | 400台                           | - | 2012年       |        |
| 神戸電鉄粟生線緑が丘駅                                                   | 有                   | 志染     |      | なし                            | 午後1時から午後2時半までは約15分毎 午後2時半から午後7時半まで約10分毎 午後7時半から午後8時半までは約15分毎 午後8時半から午後10時半まで約10分毎  | 2012年       |        |
| イオン三木店駐車場                                                       | 有                   | 久留美   |      | 150台                           | 午後1時から午後2時半までは約60分毎 午後2時半から午後7時半まで約30分毎 午後7時半から午後8時半までは約60分毎 午後8時半から午後10時半まで約30分毎  | 2013年       |        |
| 三木市立中央公民館駐車場                                                 | 有                   | 三木     |      | 30台                            | 午後3時半から午後9時からは約60分毎 午後9時から午後10時半まで約30分毎                                                                            | 2013年       |        |
| グリーンピア三木駐車場                                                   | 有                   | 細川     |      | 700台                           | 午後1時から午後2時半までは約15分毎 午後2時半から午後7時半まで約10分毎 午後7時半から午後8時半までは約15分毎 午後8時半から午後10時半まで約10分毎  | 2012年       |        |
| 別所町公民館駐車場                                                       | 有                   | 別所     |      | 30台                            | 午後1時から午後2時半までは約60分毎 午後2時半から午後7時半まで約30分毎 午後7時半から午後8時半までは約60分毎 午後8時半から午後10時半まで約30分毎  | 2013年       |        |
| 三木市役所近隣駐車場                                                     | 有                   | 三木     |      | 700台                           | 午後3時半から午後9時からは約60分毎 午後9時から午後10時半まで約30分毎                                                                            | 2013年       |        |
| 三木市立星陽中学校                                                       | 有                   | 細川     |      | 30台                            | 午後3時から午後9時からは約60分毎 午後9時から午後10時半まで約30分毎                                                                              | 2013年       |        |
| 三木市役所吉川支所                                                       | 有                   | 吉川     |      | 150台                           | 午後12時半から午後2時半までは約60分毎 午後2時半から午後7時半まで約30分毎 午後7時半から午後8時半までは約60分毎 午後8時半から午後10時まで約30分毎 | 2013年       |        |
| ひょうご情報公園都市 （コストコ三木物流センター） （ヤクルト三木本社前） | 有                   | 志染     |      | コストコは220台 ヤクルトは200台 | 午後1時から午後2時半までは約15分毎 午後2時半から午後7時半まで約10分毎 午後7時半から午後8時半までは約15分毎 午後8時半から午後10時半まで約10分毎  | 2014年       |        |
| 三木市立志染中学校                                                       | 有                   | 志染     |      | 200台                           | 午後1時から午後2時半までは約30分毎 午後2時半から午後7時半まで約15分毎 午後7時半から午後8時半までは約30分毎 午後8時半から午後10時半まで約15分毎  | 2014年       |        |

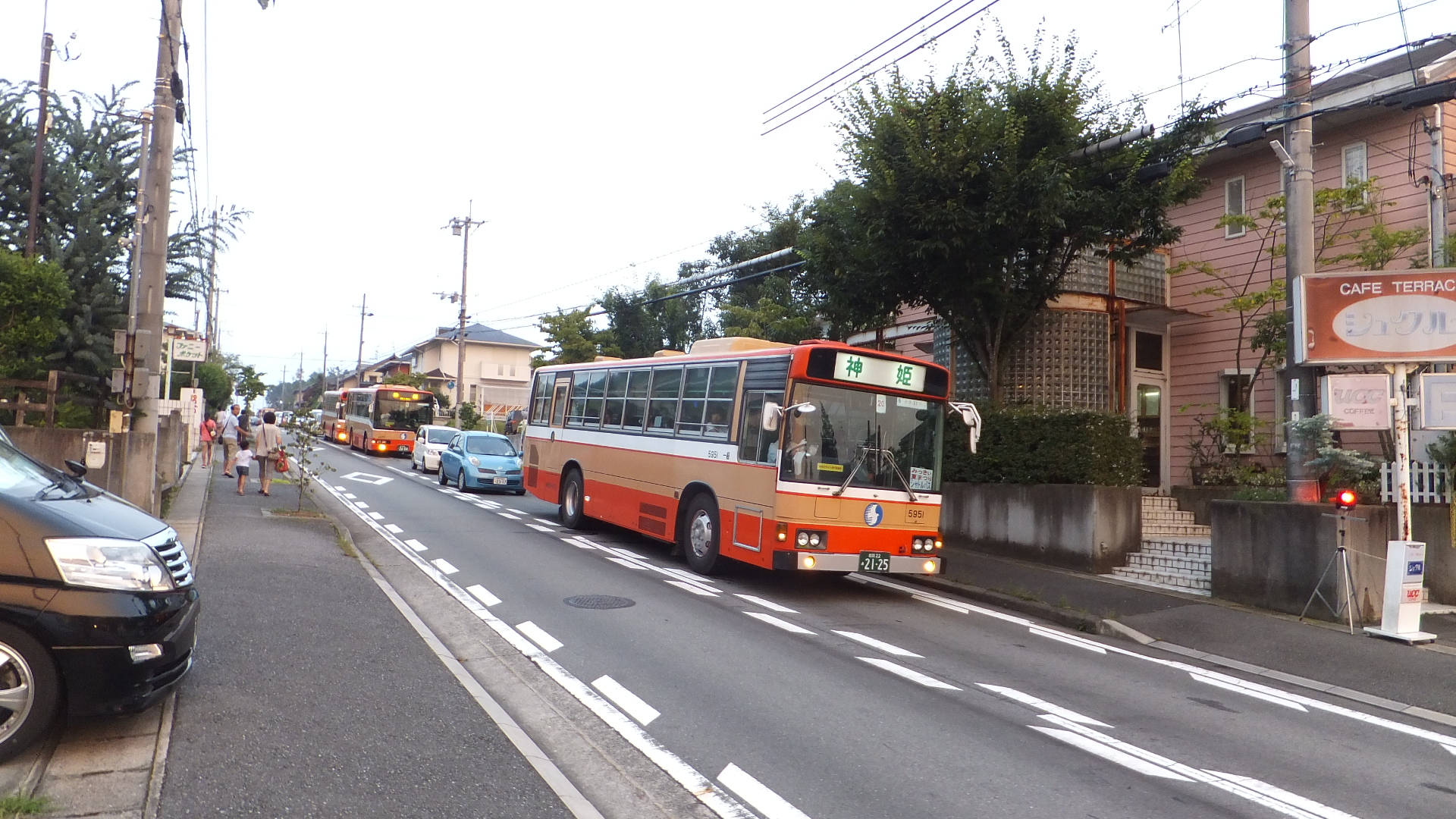
花火大会会場から臨時駐車場まで運行しているシャトルバス
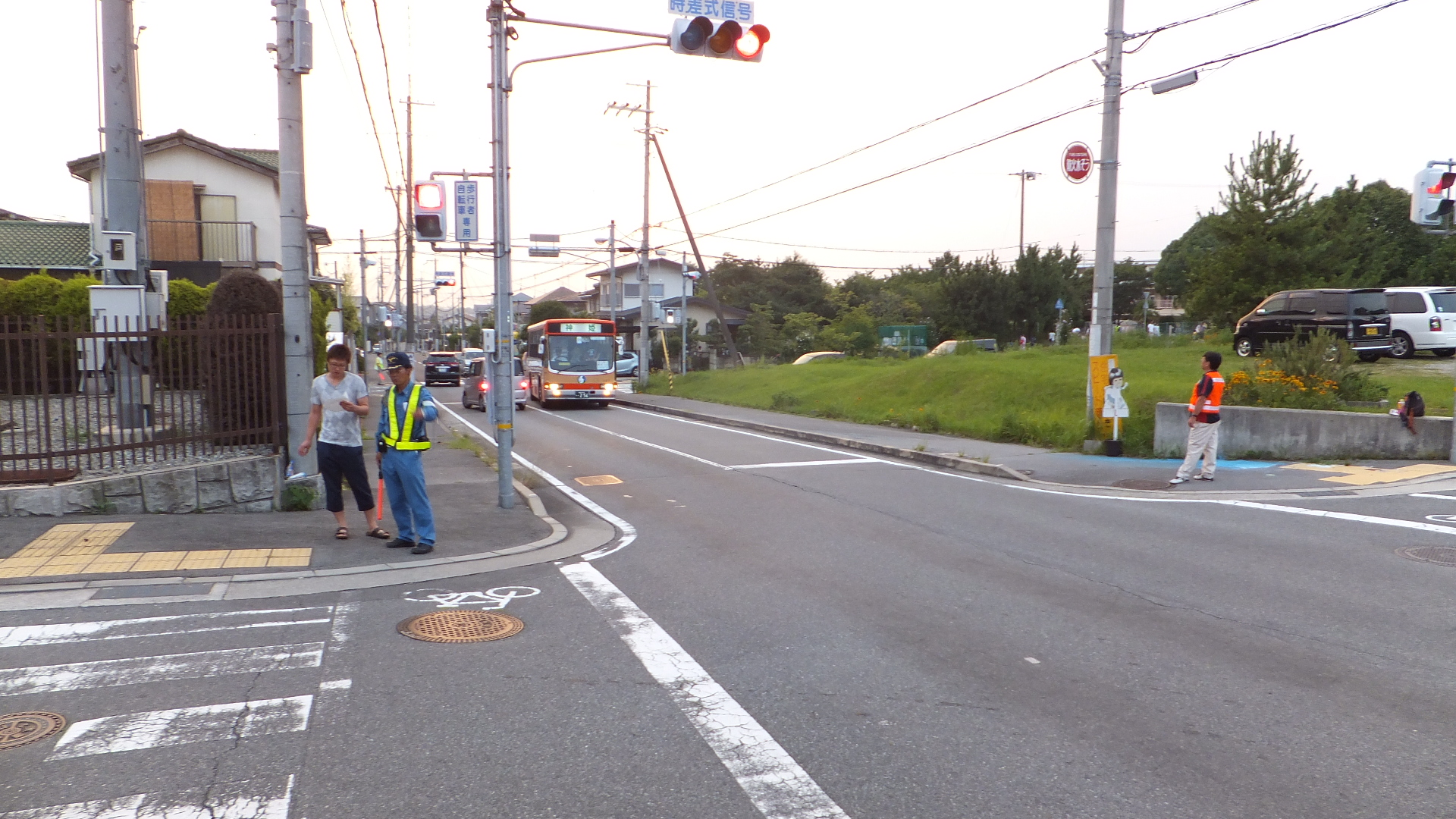
会場まで安全に誘導する交通警備員
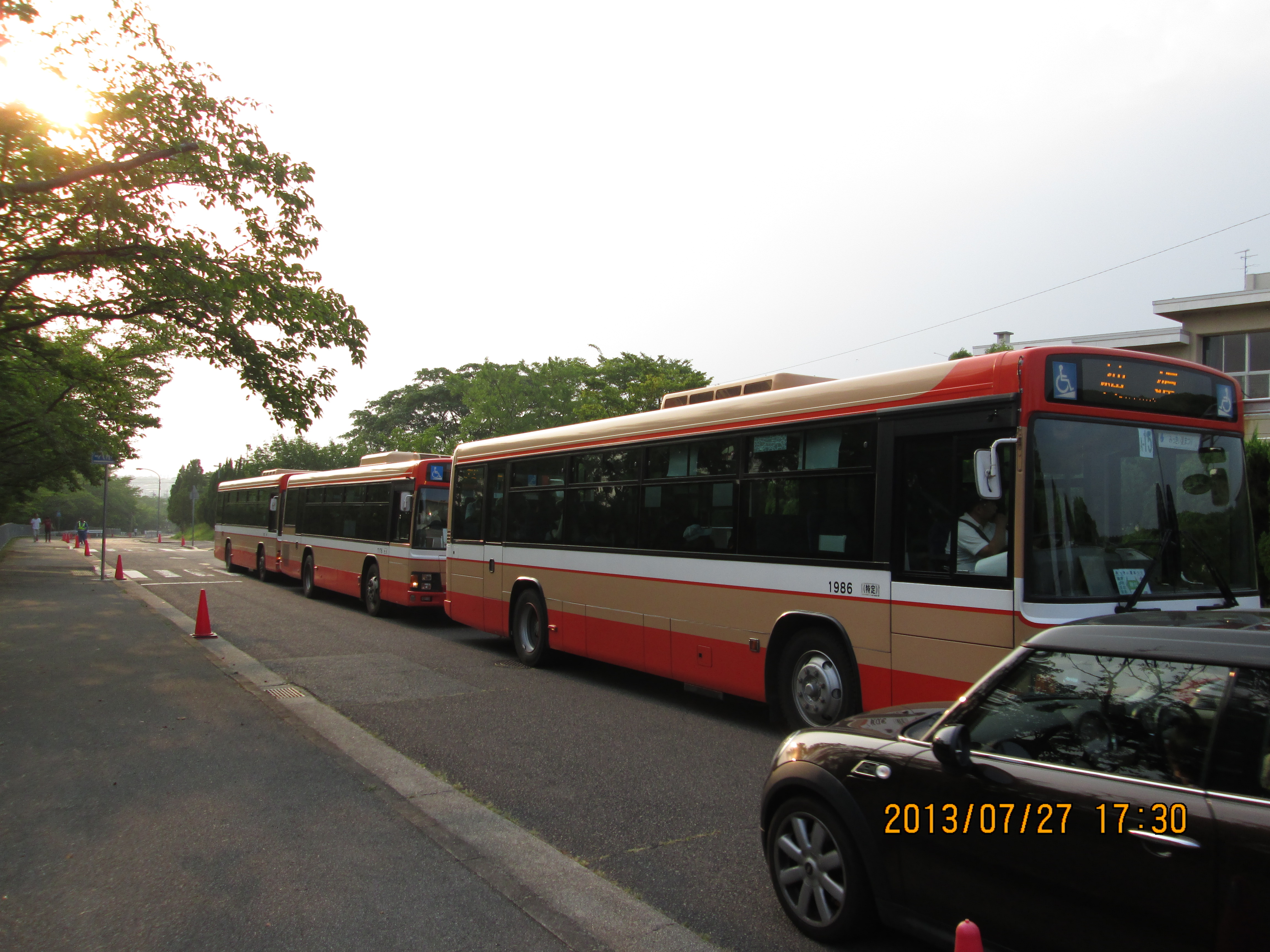
シャトルバスの発着点
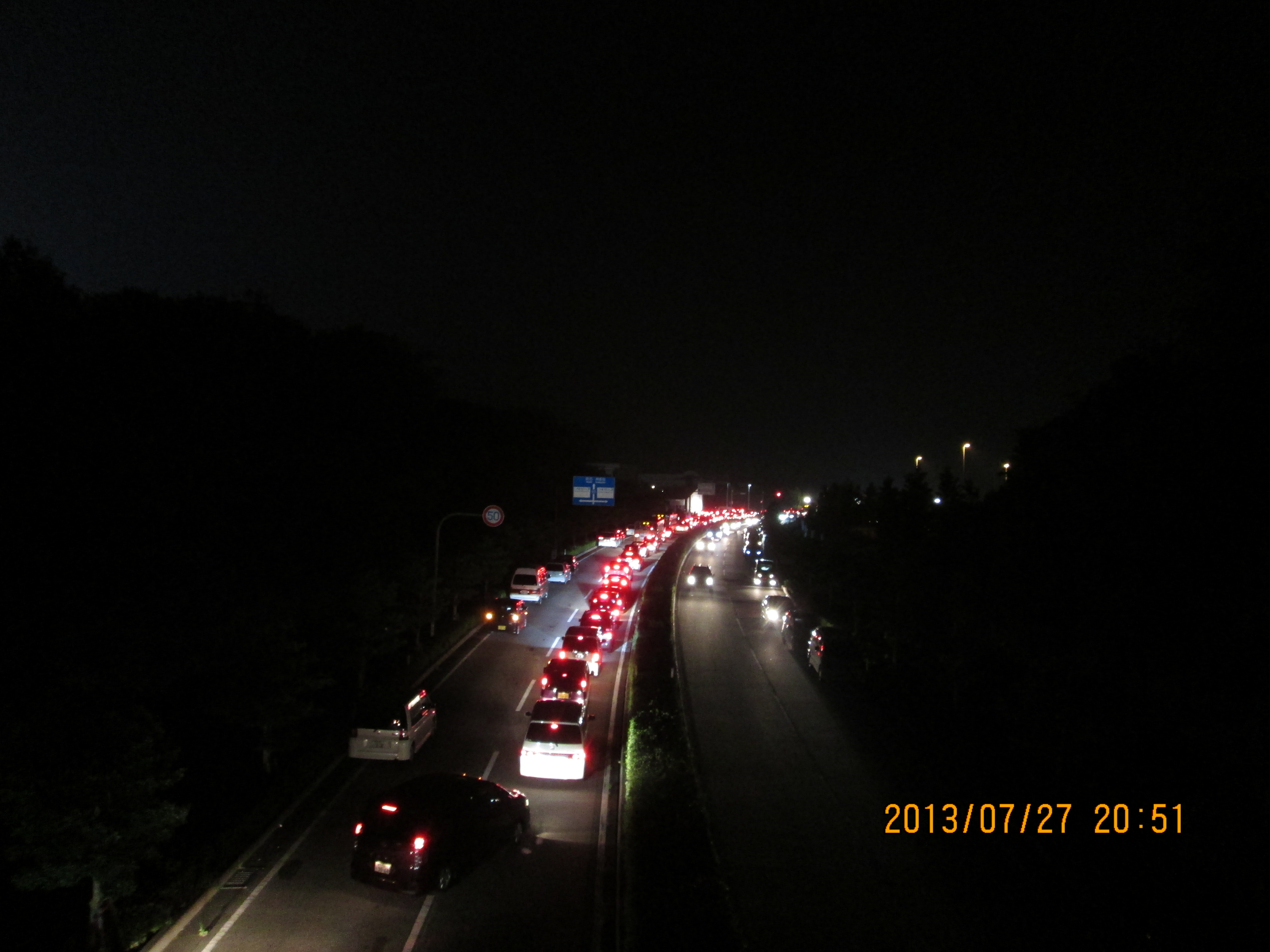
来客によって渋滞が起こっている会場前

### 過去に有った駐車場状況・シャトルバス運行状況
- 過去に有った駐車場状況・シャトルバス運行状況である。データはシャトルバス運行終了年度である。

| 駐車場所                 | シャトルバス発着有無 | 地区   | 画像 | 駐車台数 | シャトルバス運行間隔                                               | 運行開始年度 | 運行終了年度 | 備考 |
| ------------------------ | -------------------- | ------ | ---- | -------- | ------------------------------------------------------------------ | ------------ | ------------ | ---- |
| JA兵庫みらい口吉川事務所 | 有                   | 口吉川 |      | 30台     | 午後3時から午後9時からは約60分毎 午後9時から午後10時半まで約30分毎 | 2013年       | 2013年       |      |

## その他
- 1996年の三木夏まつり花火大会を前身として2008年8月1日の花火大会までエフエム三木で全編生中継されていた。[15]